# Casa Galimberti
Casa Galimberti è un palazzo di Milano in via Malpighi al civico 3.

## Storia dell'edificio
Progettato dall'architetto Giovanni Battista Bossi (1864-1924) nel 1903-1905 su incarico dei fratelli Angelo e Emilio Galimberti, la cui impresa aveva demolito il Lazzaretto e per questo Emilio era chiamato "il Barbarossa di Porta Venezia", è ritenuto uno dei pezzi più brillanti del Liberty milanese grazie al rivestimento di gran parte della facciata esterna con piastrelle figurate in ceramica, ferri battuti e motivi floreali in cemento, tutti disegnati da Bossi.
I fratelli  costruirono negli stessi anni Casa Campanini (1904-1906), uno degli edifici più rappresentativi del Liberty milanese, su progetto di Alfredo Campanini (1873-1926).

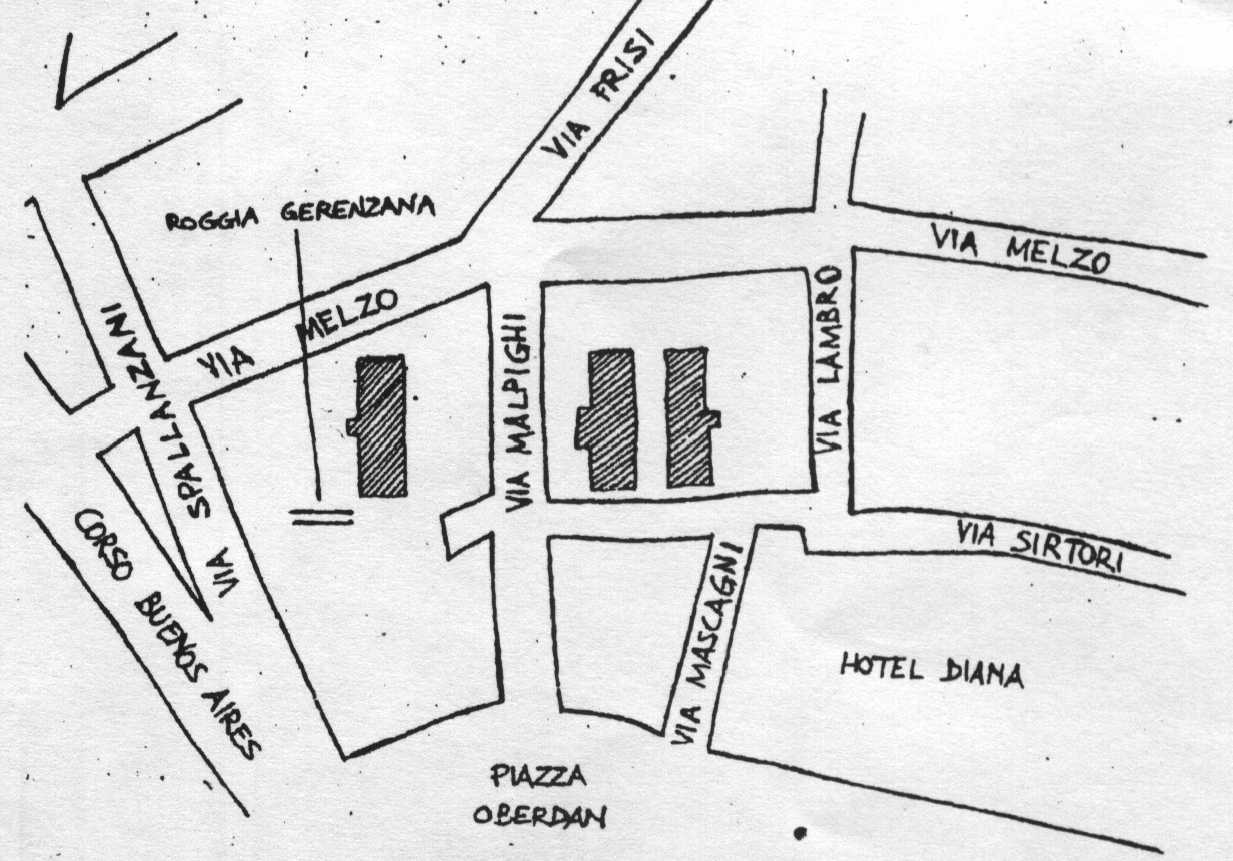
Scuderie della S.A.O. ancora esistenti

L'edificio fu costruito in una parte dell'area occupata dalla Società Anonima degli Omnibus (S.A.O), fondata nel 1861 per gestire il trasporto pubblico di Milano con tram a cavallo e che ebbe la concessione anche dell'ippovia ferrata Milano-Monza, inaugurata l'8 luglio 1876 dal principe Umberto di Savoia.
Nel 1900 il Comune decise di indire una gara per un servizio di tram elettrici, vinta dalla Edison, la S.A.O. arrivò seconda con la tecnologia Westinghouse. La rimessa di via Sirtori che ospitava 280 cavalli, fu dismessa, il terreno venduto a privati e gli edifici demoliti tranne 3 scuderie da 54 cavalli, ancora visibili in via Sirtori 32 (società Roland Berger) e 24 (negozio di abbigliamento Nervesa).
Fu aperta via Malpighi e costruiti nuovi edifici lungo la via.
L'edificio è stato sottoposto a vincolo monumentale nel 1965.

## Struttura dell'edificio
Ha negozi e locali pubblici al piano terreno e 4 appartamenti per piano negli altri quattro piani.
È formato da due parti non perpendicolari tra loro all'angolo di via Malpighi con via Sirtori, lunghi rispettivamente 32 e 33 metri.
Sotto l'angolo del palazzo passa la Roggia Gerenzana, che porta acque pulite dal Naviglio della Martesana a Rogoredo per irrigare i terreni agricoli dei Conti Brivio Sforza. Un tratto ancora scoperto lungo 20 metri è visibile nel cortile dell'edificio di via Spallanzani 10 (Unes). La roggia dava acqua alle scuderie della S.A.O.
La struttura è composta da murature portanti in mattoni. Il solaio tra cantina e piano terra è in cemento armato.
Il basamento della facciata è quasi tutto in ceppo gentile della cave di Brembate e Trezzo, fornito dalla ditta Corda e Malvestiti di Vaprio d’Adda.
Le balaustre del primo piano sono interamente in cemento, quelle del secondo hanno gli angoli in cemento e la parte centrale in ferro battuto, dal terzo piano in poi le balaustre sono interamente in ferro battuto.

## Le decorazioni
La ricca decorazione policroma che ricopre quasi tutta la facciata per circa 170 m² è eseguita con mattonelle di ceramica dipinta a fuoco su motivi disegnati dall'architetto Bossi.
Tale tecnica consiste nel dipingere le mattonelle già cotte e verniciate, e richiede un'ulteriore cottura dei pezzi.
Le ceramiche sono opera della Società Ceramica Lombarda “Ing. A. Bertoni & C.” e le pitture sono state eseguite da Pio Pinzauti per la parte ornamentale e da Ferdinando Brambilla per le figure. Le sei finestre, con due balconi, del primo piano di via Malpighi sono adornate da nove formose figure femminili, e tre immagini maschili; al piano corrispondente in via Sirtori, a corredo delle tre finestre (un balcone), è raffigurato un uomo all'estrema sinistra, ed altre cinque immagini femminili. Nei piani superiori sono rappresentati rigogliosi motivi floreali. Le decorazioni in ferro battuto sono state eseguite dalla Ditta Arcari e Bellomi con sede in c.so Magenta 66.
Alla fine degli anni Novanta del secolo scorso un sapiente restauro dell'androne d'ingresso e del vano scala ha riportato in luce la decorazione interna che, a partire dal vano portineria richiama i motivi floreali presenti nelle facciate esterne.
Nel mese di marzo 2018 è iniziato il restauro conservativo delle facciate e delle maioliche che purtroppo si stavano staccando dalla facciata. Il progetto e la direzione lavori sono dell'architetto Nicoletta Giudici e del Geometra Stefano Galbiati mentre l'impresa affidataria è Riva srl  impresa restauri Italia di Robecco sul Naviglio con il restauratore Enzo Medardo Costantini e la direzione di restauro d'impresa dell'architetto Laura Gropallo. Si completerà opera nel mese di giugno 2018. Tutte le fasi lavorative potranno essere viste nel sito dedicato di Casa Galimberti.

## Galleria d'immagini

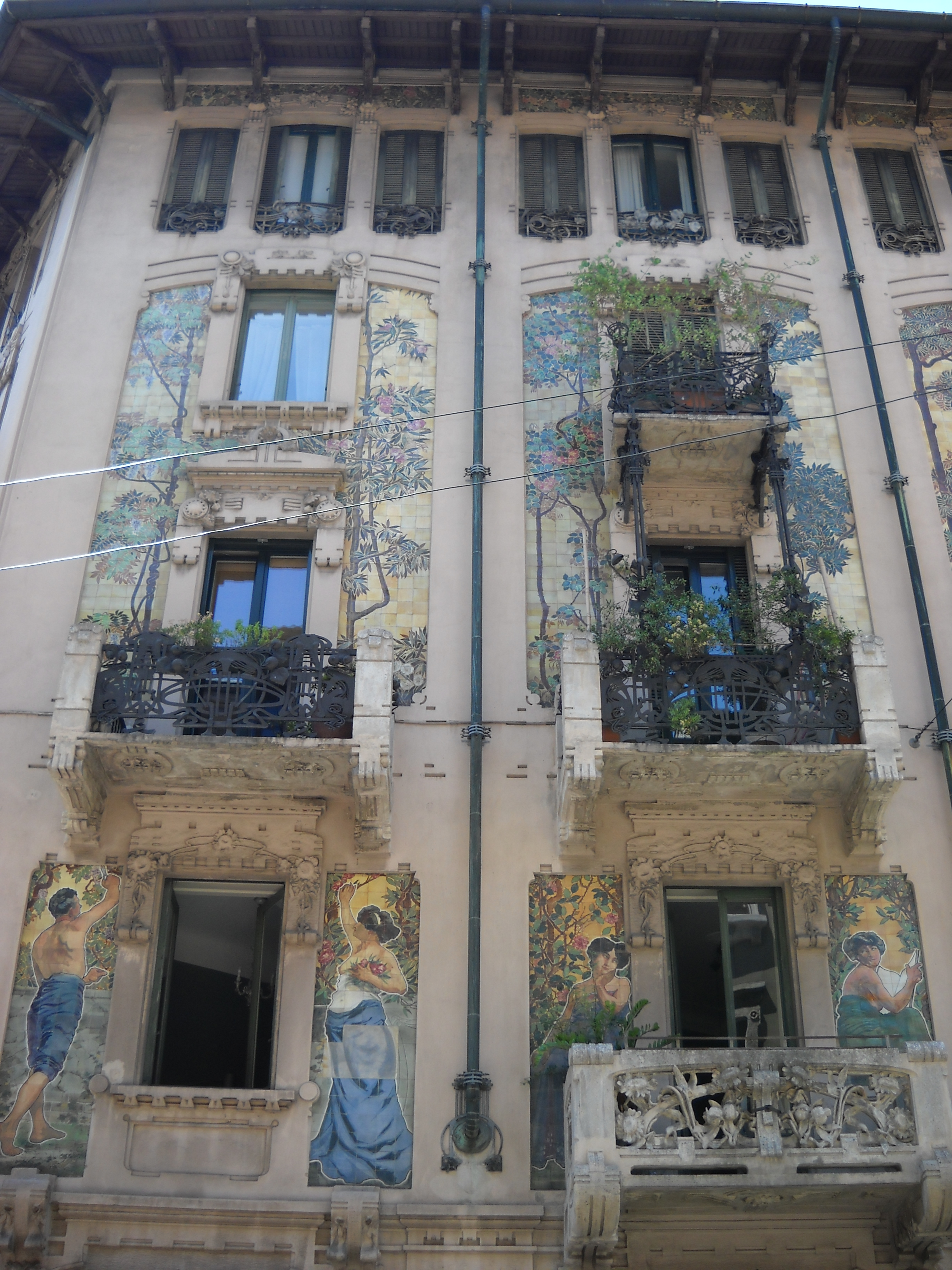
Casa Galimberti, facciata su via Sirtori
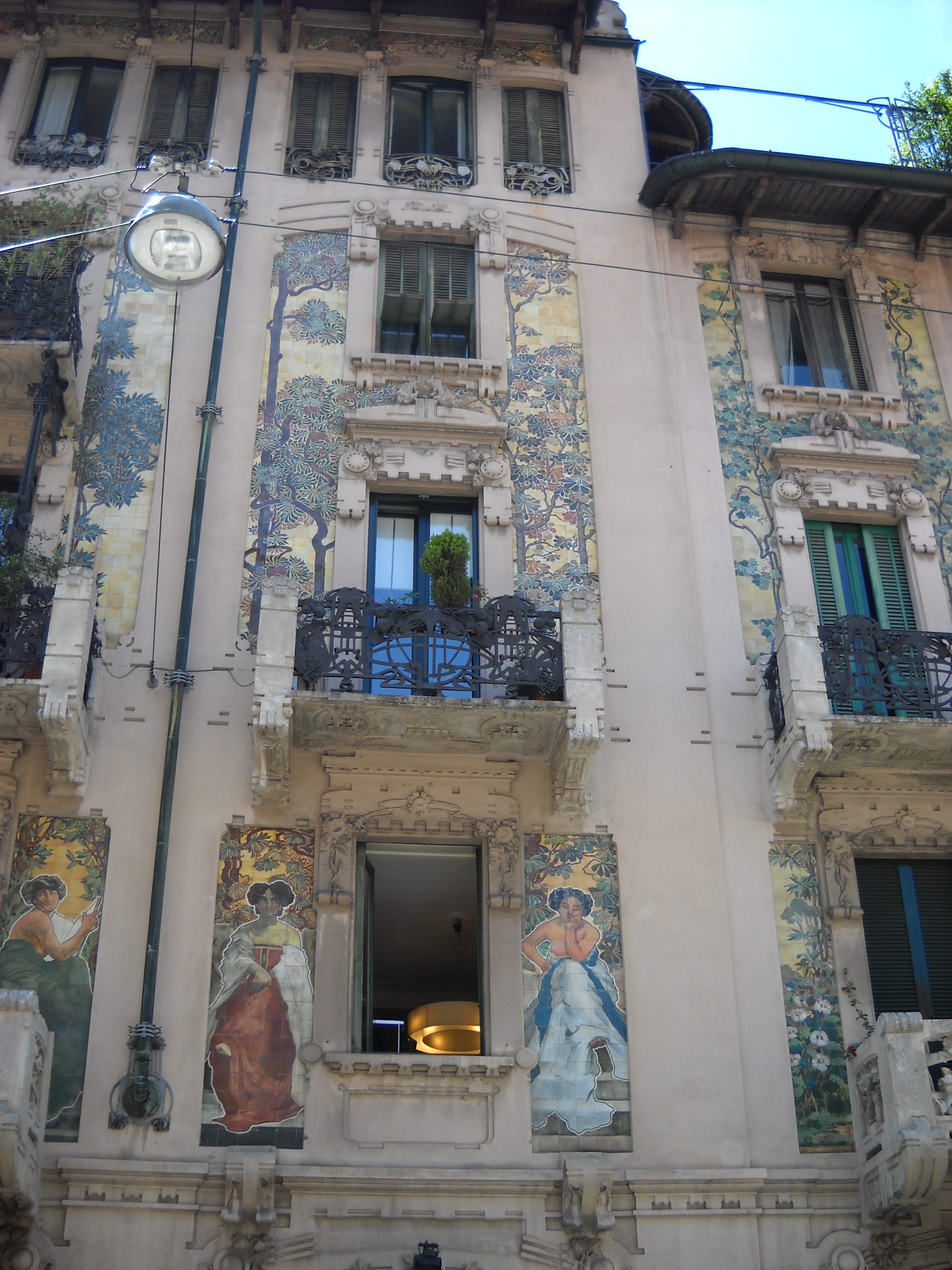
Casa Galimberti, facciata su via Sirtori
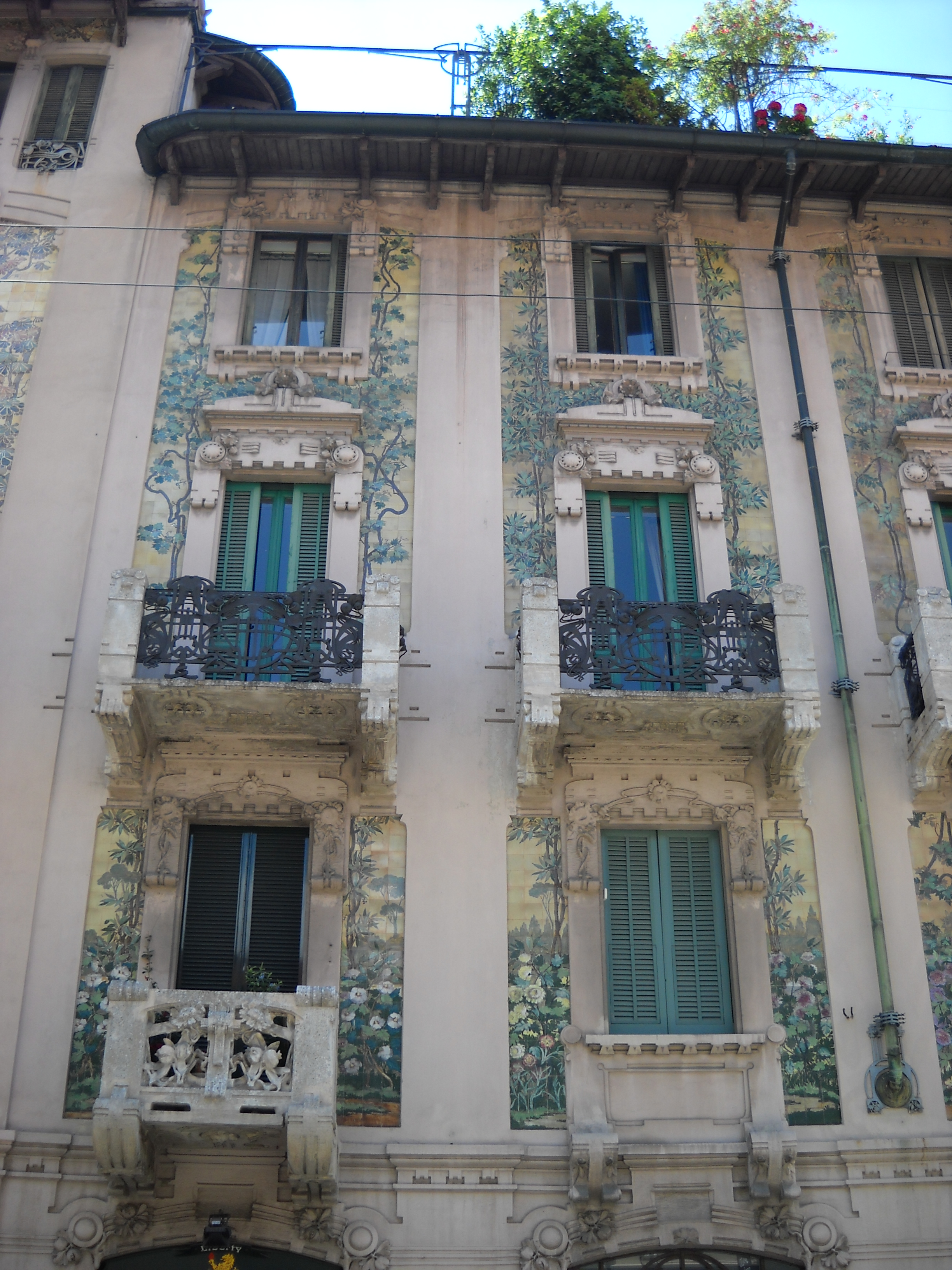
Casa Galimberti, facciata su via Sirtori
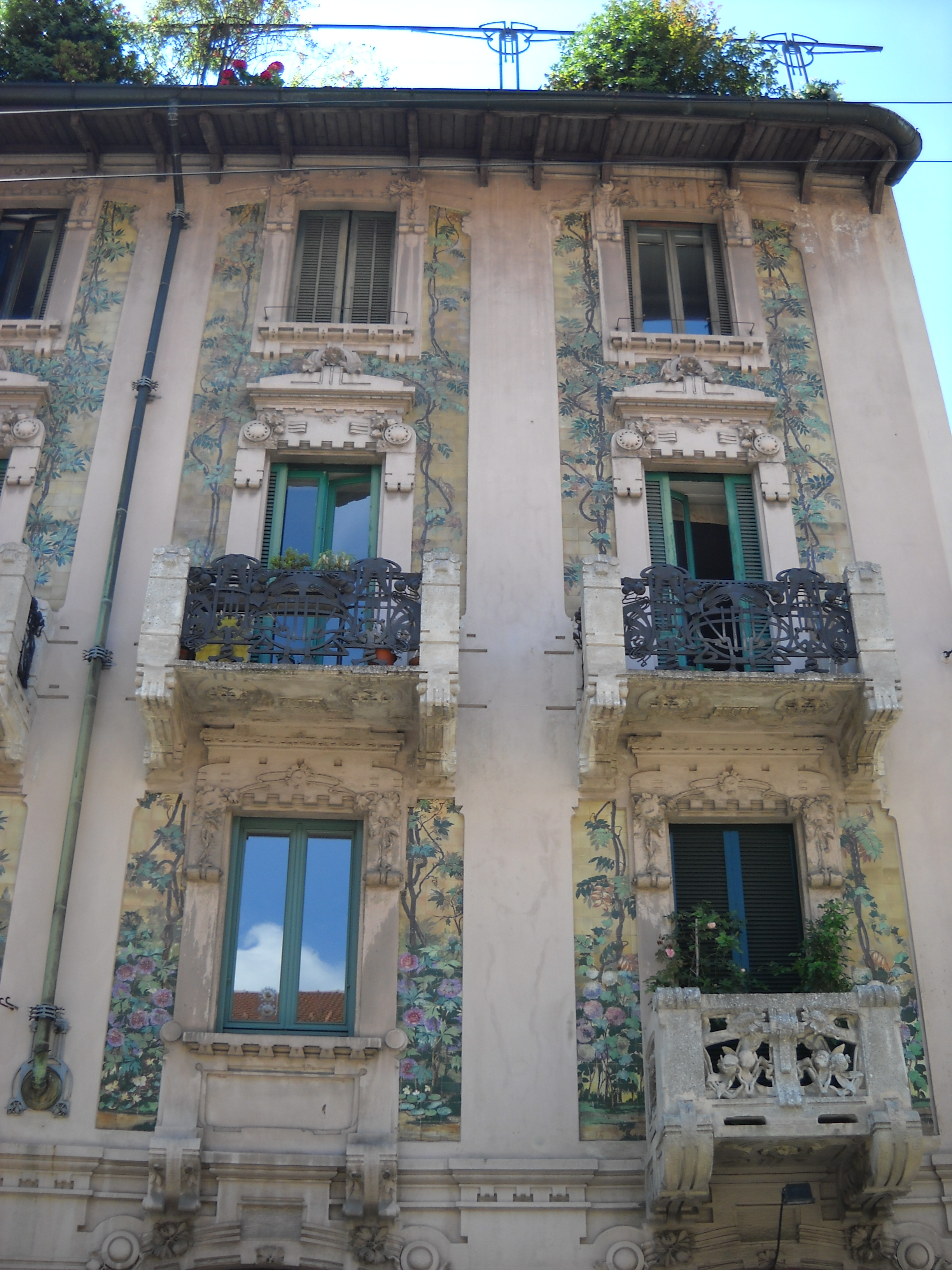
Casa Galimberti, facciata su via Sirtori
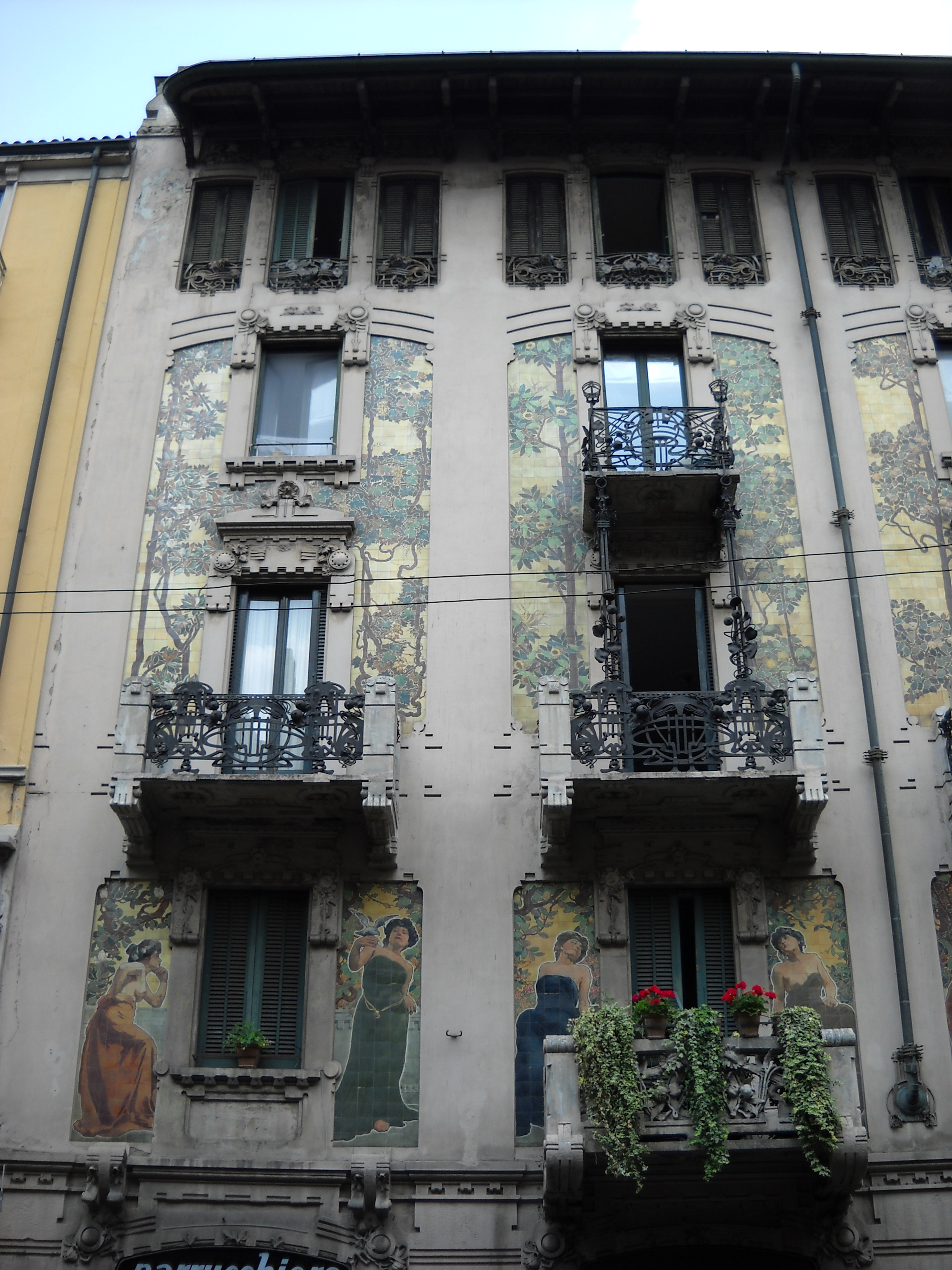
Casa Galimberti, facciata su via Malpighi
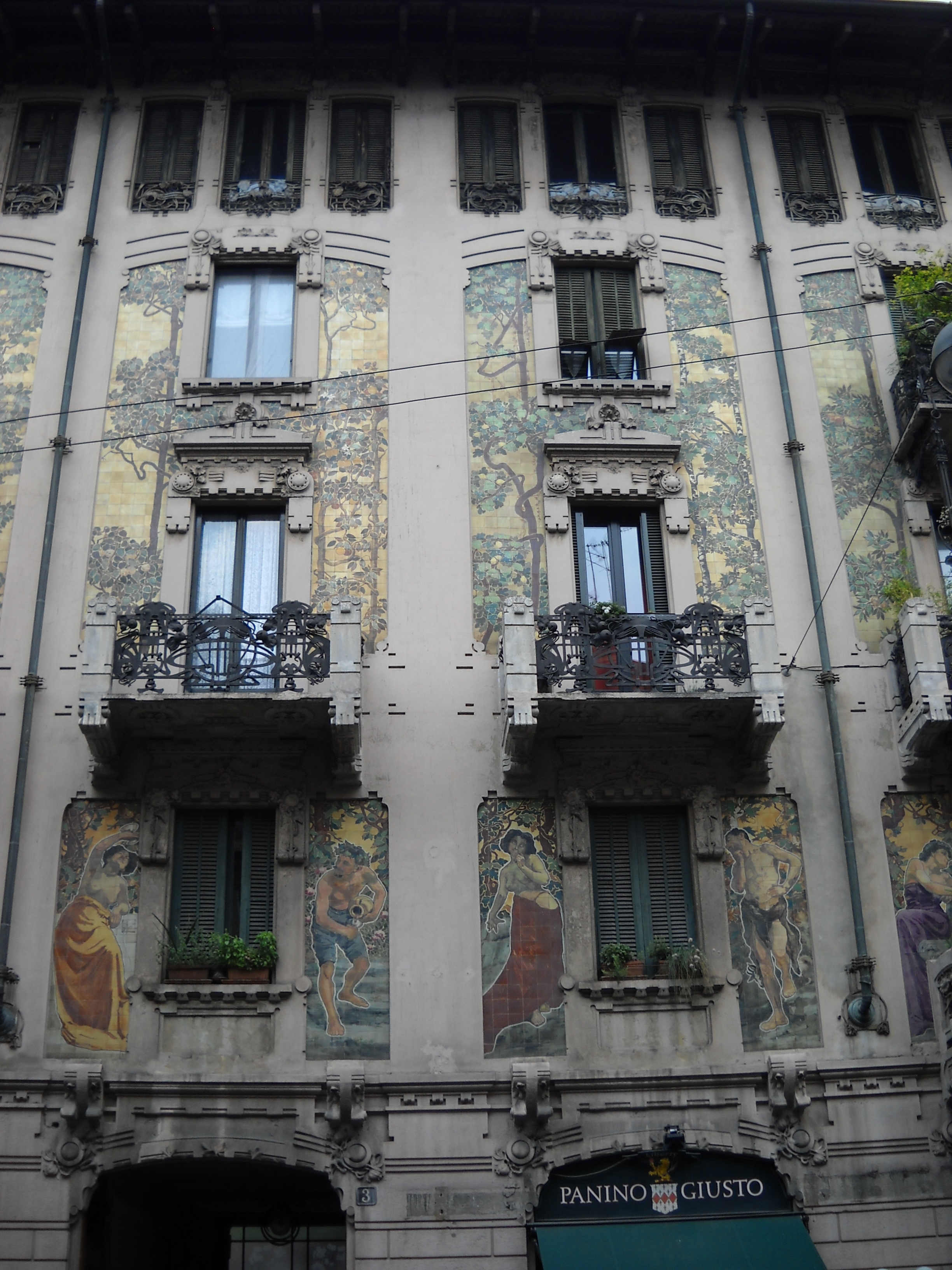
Casa Galimberti, facciata su via Malpighi
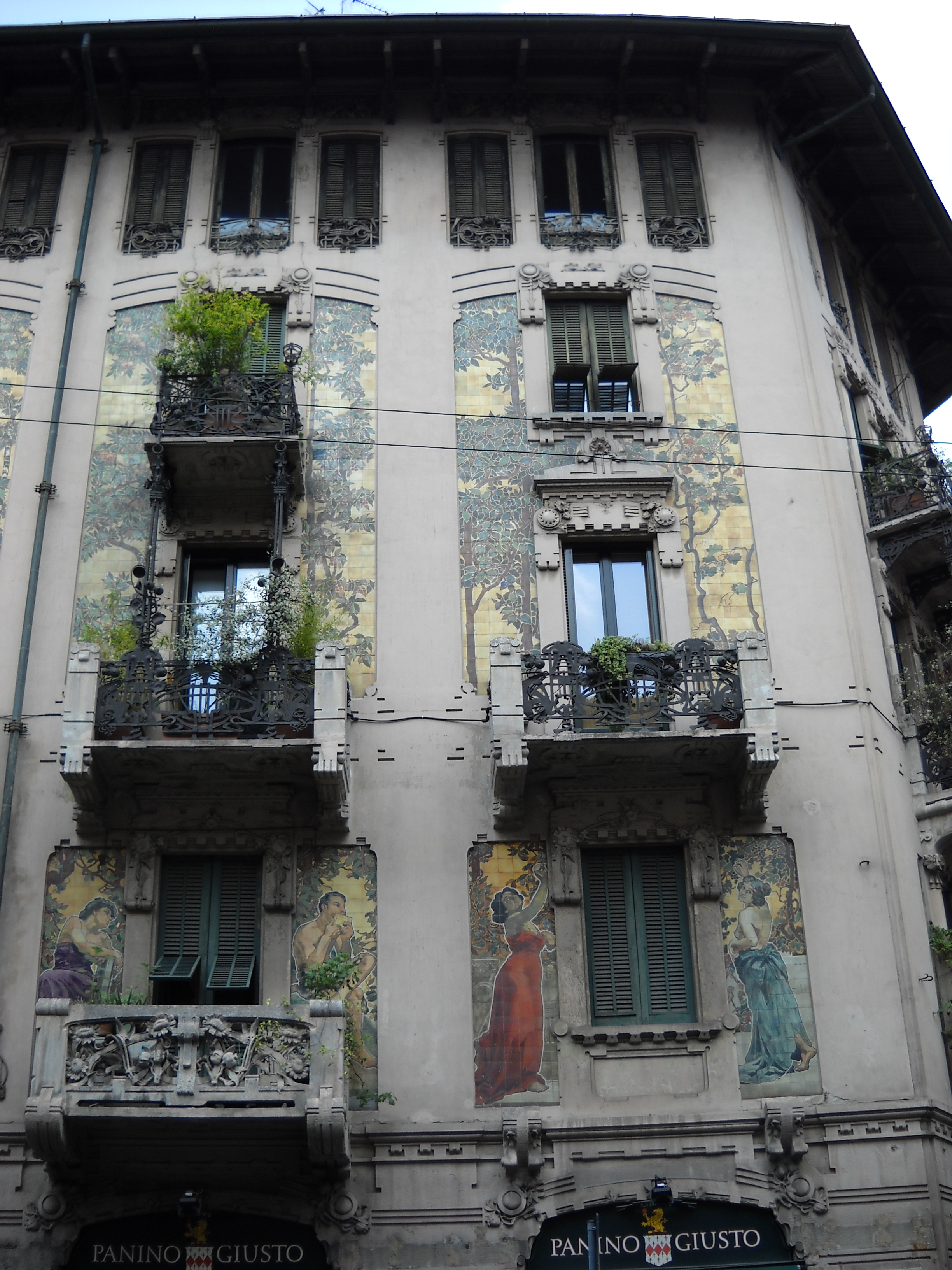
Casa Galimberti, facciata su via Malpighi
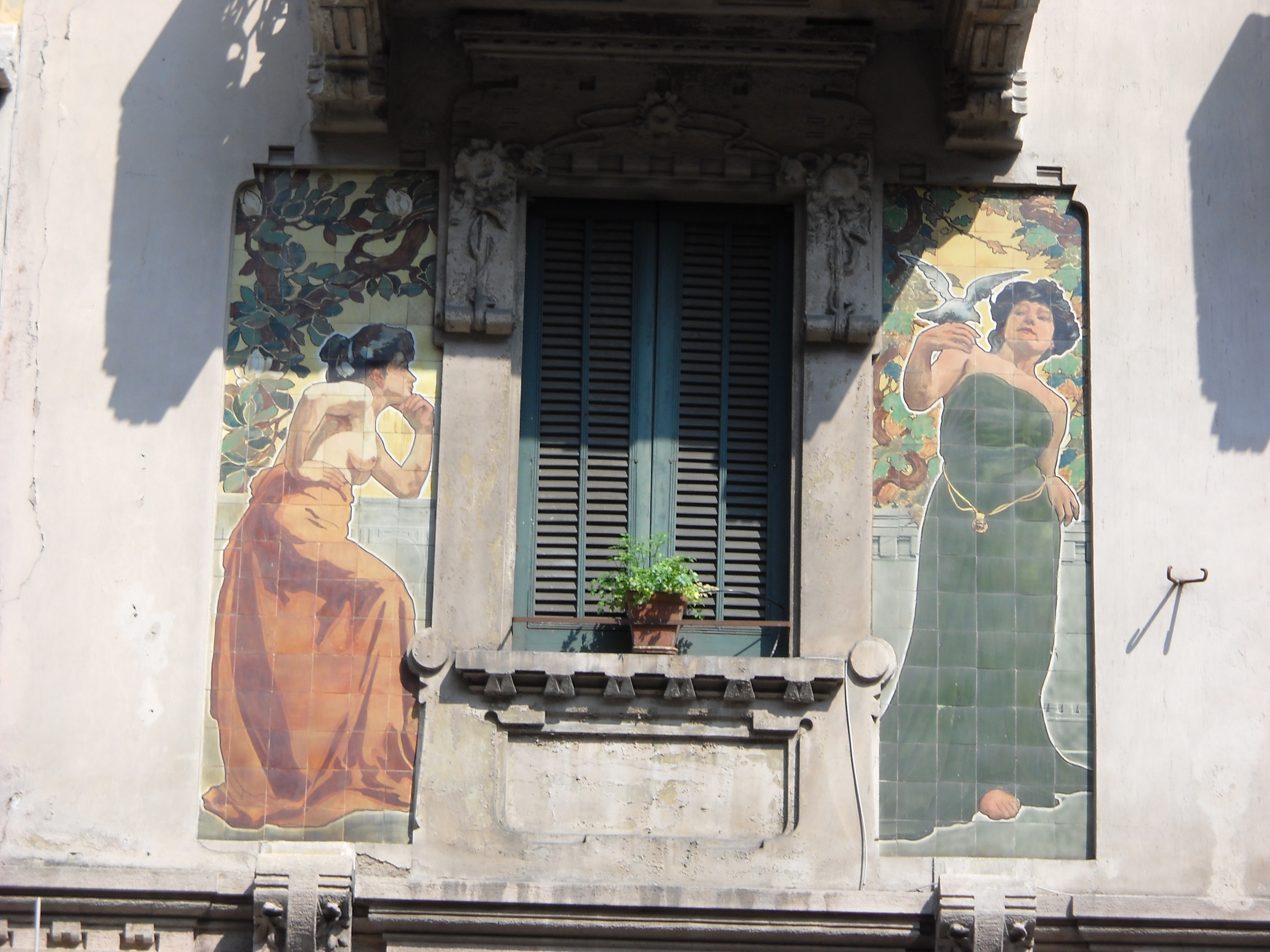
Casa Galimberti, figure sulla facciata su via Malpighi
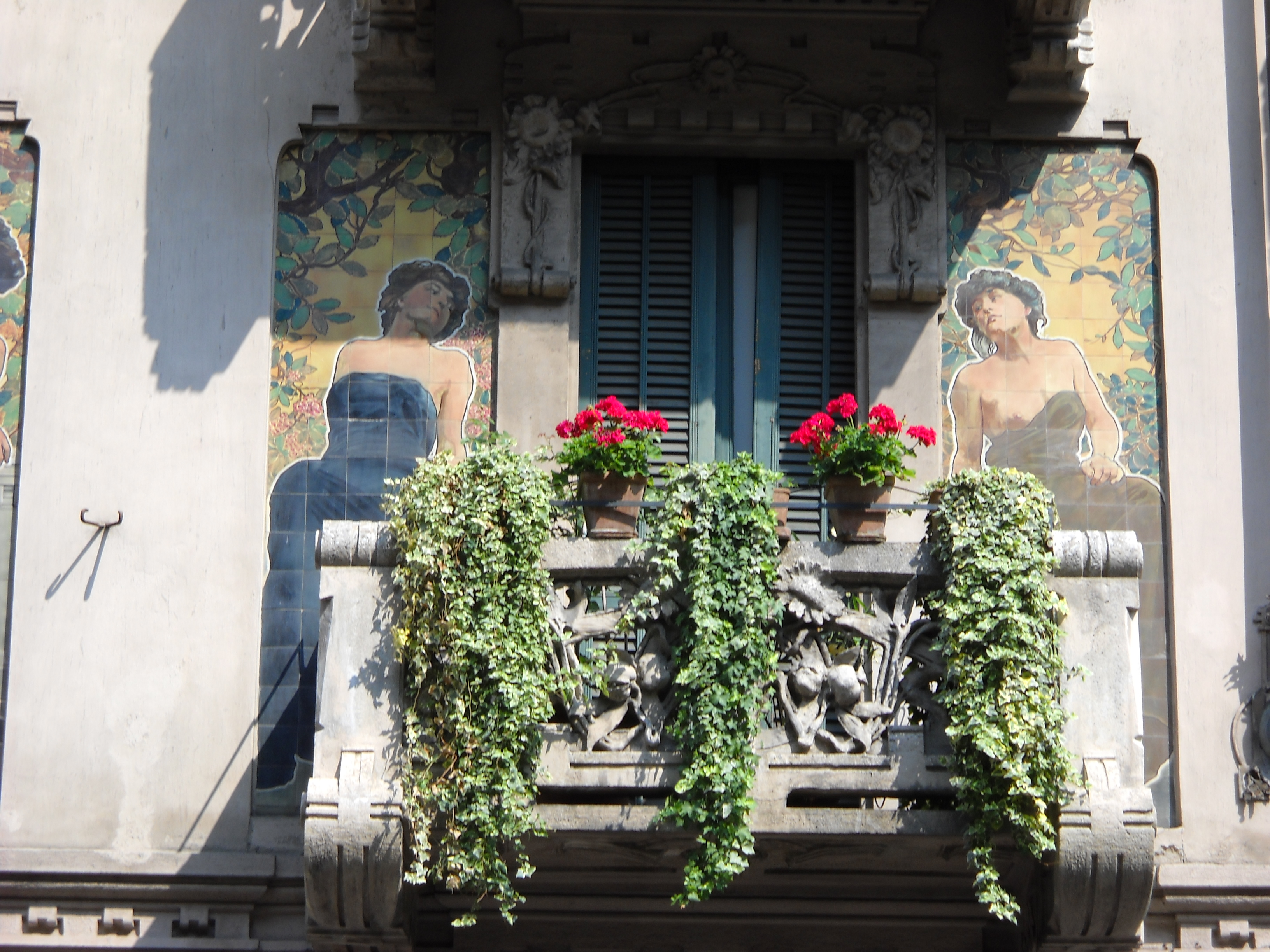
Casa Galimberti, figure sulla facciata su via Malpighi
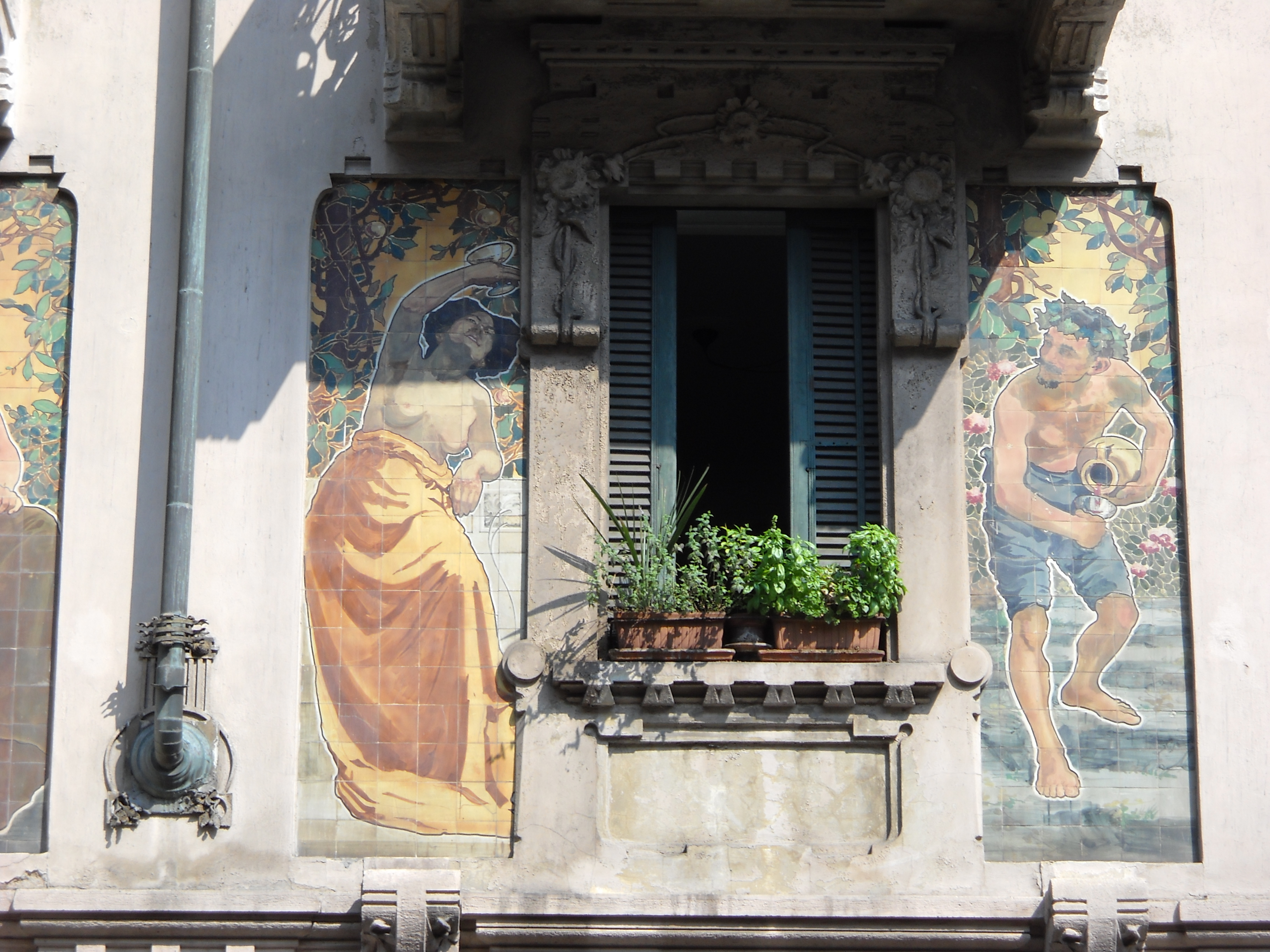
Casa Galimberti, figure sulla facciata su via Malpighi
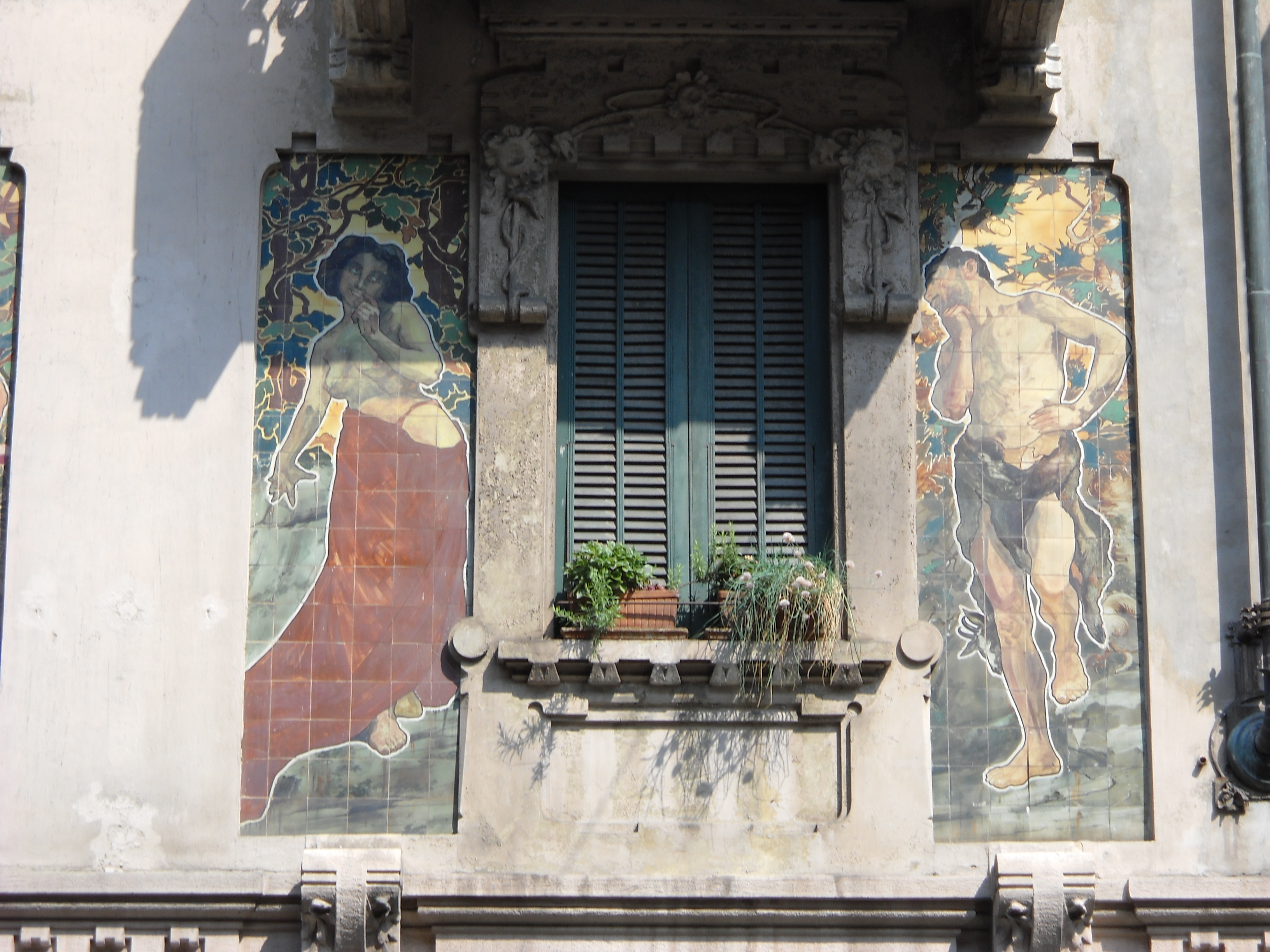
Casa Galimberti, figure sulla facciata su via Malpighi
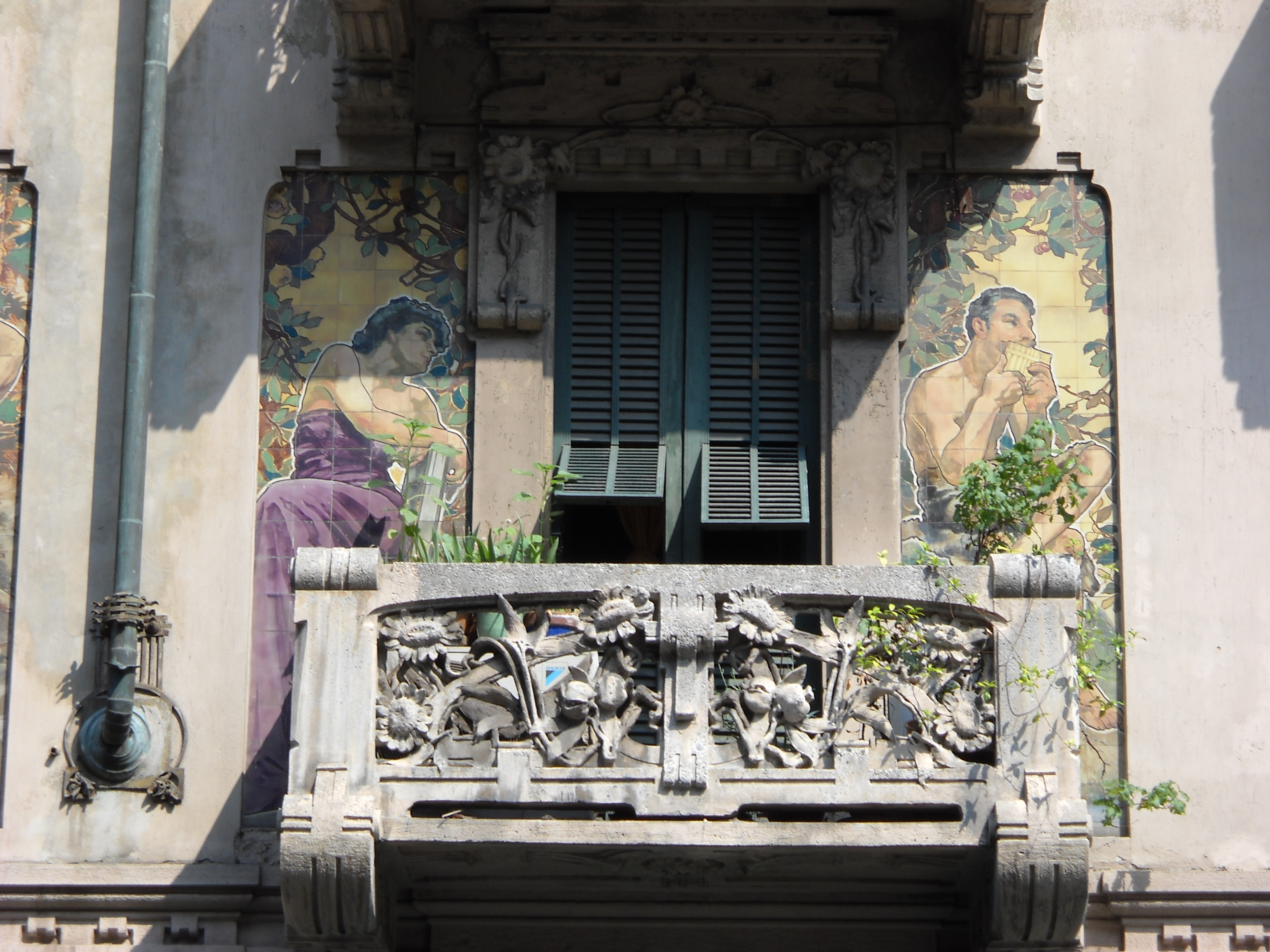
Casa Galimberti, figure sulla facciata su via Malpighi
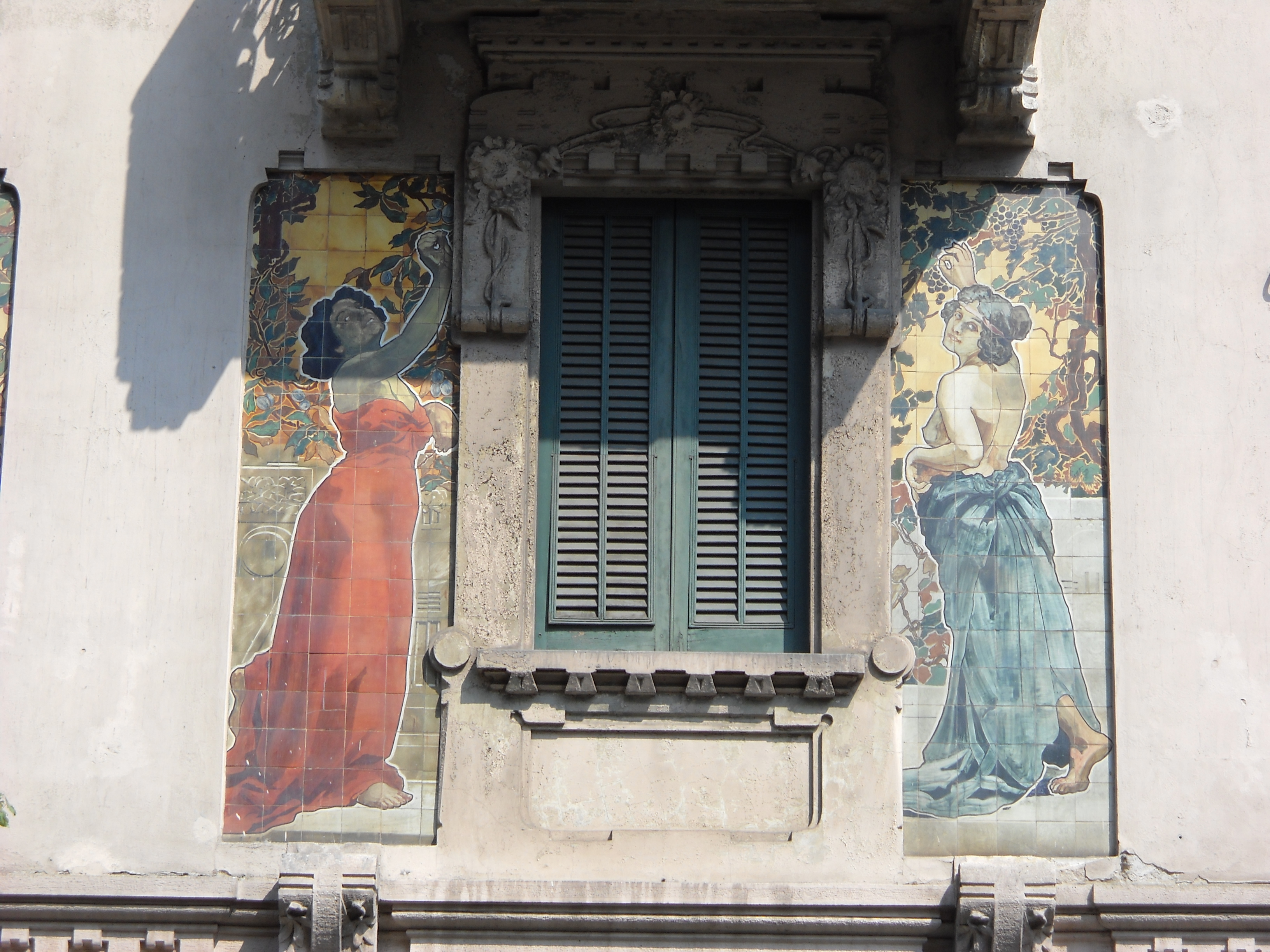
Casa Galimberti, figure sulla facciata su via Malpighi